# Ogasawara Maru (Schiff, 2016)
Die Ogasawara Maru ist ein 2016 in Dienst gestelltes Passagierschiff der japanischen Ogasawara Kaiun K.K., das im Linienverkehr zwischen Tokio und Ogasawara-guntō im Einsatz steht. Es ist bereits das dritte Schiff dieses Namens.

## Geschichte

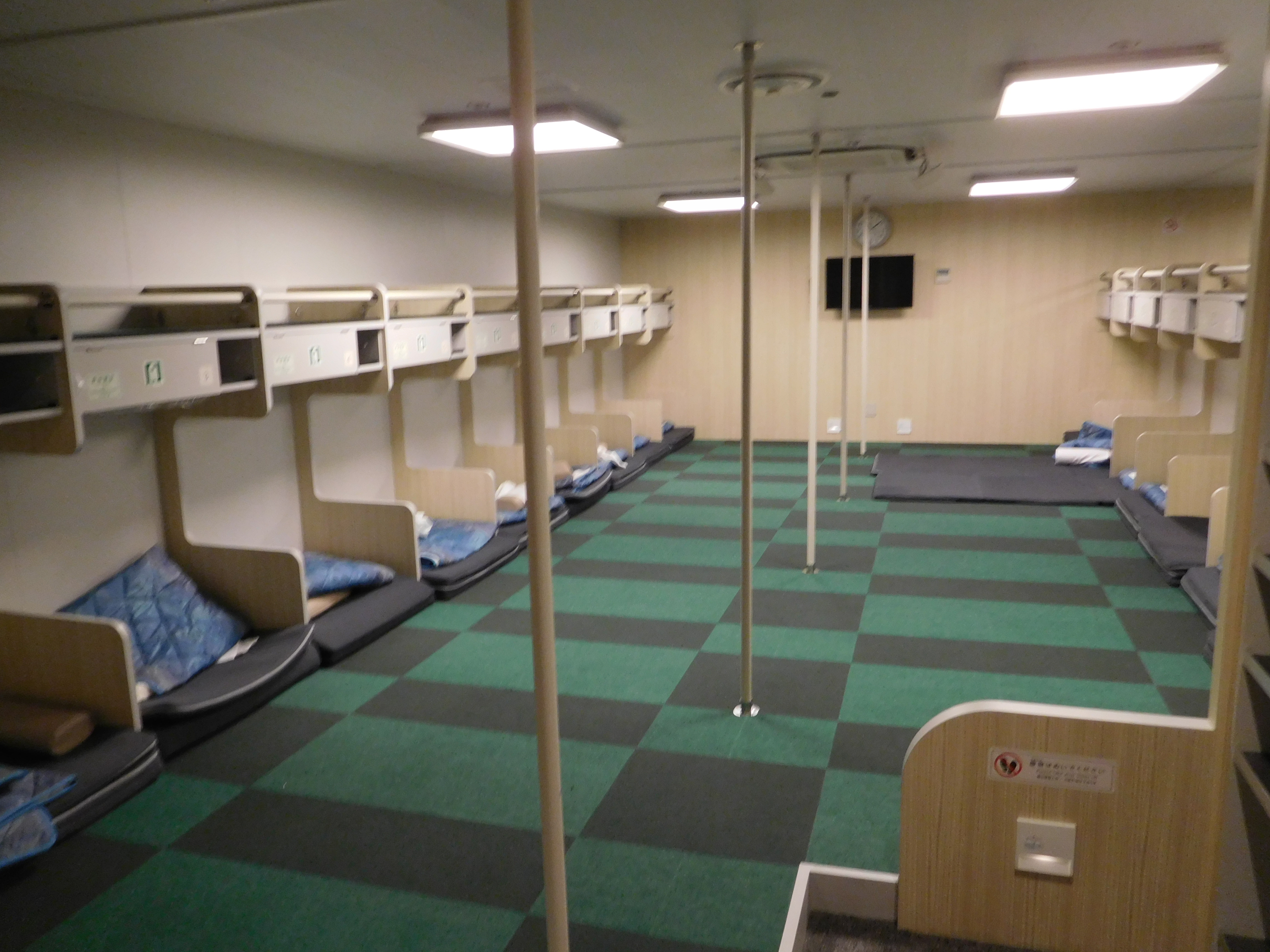
Schlafsaal Zweiter Klasse der Ogasawara Maru

Die Ogasawara Maru wurde am 27. Juni 2015 unter der Baunummer 1194 bei Mitsubishi Heavy Industries in Shimonoseki auf Kiel gelegt und am 27. Januar 2016 vom Stapel gelassen. Nach der Übernahme durch das Unternehmen Ogasawara Kaiun am 29. Juni 2016 wurde das Schiff am 2. Juli auf der Strecke von Tokio zu der Inselgruppe Ogasawara-guntō in Dienst gestellt. Sie löste dort das neunzehn Jahre ältere Vorgängerschiff gleichen Namens ab, das anschließend als Ogasa nach Indien verkauft wurde.
Die Ogasawara Maru benötigt für die Strecke von Tokio zu der Inselgruppe Ogasawara-guntō etwa 24 Stunden. Die verschiedenen Unterkünfte an Bord des Schiffes sind in mehrere Kategorien aufgeteilt. Diese reichen von vier Suiten für je zwei Personen in Kingsize-Betten mit privatem Balkon, Aufenthaltsraum sowie einem eigenen Bad über verschieden große Kabinentypen bis hin zu Schlafsälen mit Etagenbetten oder Matratzen und Gemeinschaftsbädern. Zu den öffentlichen Bereichen an Bord gehören ein Speisesaal, mehrere Lounges, ein Raucherzimmer, ein Bordladen sowie Flächen mit Spielautomaten. Auf jedem Deck befindet sich ein eigener Duschraum.